# آنی لوف
آنی لوف (انگلیسی: Annie Lööf؛ زادهٔ ۱۶ ژوئیهٔ ۱۹۸۳) سیاستمدار و وکیل اهل سوئد است. وی از سال ۲۰۰۶ به عنوان نماینده شهرستان یونشوپینگ در ریکسداگ حضور دارد و از سال ۲۰۱۱ رهبر حزب مرکزی سوئد است. وی از سال ۲۰۱۱ تا ۲۰۱۴ مسئولیت وزارت سرمایه‌گذاری را در کابینه فردریک راین‌فلت برعهده داشت.